# Thornton Curtis
Thornton Curtis est une paroisse civile et un village du Lincolnshire, en Angleterre.